# Passiflora tulae
Passiflora tulae je biljka iz porodice Passifloraceae.